# 부젠국

부젠 국

부젠국(일본어: 豊前国 부젠노쿠니[*])은 사이카이도에 위치한 일본의 옛 구니이다. 현재의 후쿠오카현 동부를 중심으로, 오이타현의 북부까지 걸쳐져 있었다. 7세기 말, 도요국(豊国)을 분할하여 분고국(豊後国)과 함께 설치되었다.
부젠 국과 분고국 둘 중 하나, 혹은 양 쪽을 아울러 호슈(일본어: 豊州)라고도 한다. 또한, 도요 국, 즉 부젠과 분고 양국을 가리키는 것으로 니호(일본어: 二豊)라는 말도 쓰인다.

## 군
- 다가와군(田河郡 / 田川郡)
- 기쿠군(企救郡)
- 미야코군(京都郡)
- 나카쓰군(일본어판)(仲津郡)
- 쓰키시로군(일본어판)(築城郡)
- 미케군(일본어판)(三毛郡)
  - 가우게군(일본어판)(上毛郡)
  - 시모게군(일본어판)(下毛郡)
- 우사군(일본어판)(宇佐郡)